# 印地-烏爾都語音系
現代標準印地語是印度的官方語言， 而烏爾都語是巴基斯坦的國家語言和印度的預定語言。二者經常保持為建立在高級詞匯選擇(和由此而來的相互可理解性)和文化導向基礎上的獨立語言；但是在語言學基礎上它們是一個單一的子方言即德里的 Khariboli 方言的兩個標準化語域(通變系統)。在這種語言學分析之下，印地語和烏爾都語應具有一個單一的描述音系頁面，同時帶有對在兩個語域和它來所出自的方言之間的語音變化的關注。

## 元音

印地語口語元音音位，依據Ohala (1999)

印地語/烏爾都語天然擁有對稱的十元音系統。 元音 [ə], [ɪ], [ʊ] 在長度上總是短的，而元音 [aː, iː, uː, eː, oː, ɛː, ɔː] 總被認為是長的(詳情見下)。在閉元音之間，梵語認為主要有著元音長度的區別(也就是 /i ~ iː/ 和 /u ~ uː/)，而在印地語/烏爾都語中已經變為音質的區別，或者說是配合上音質的長度區別(也就是 /ɪ ~ iː/ 和 /ʊ ~ uː/)。 歷史上的閉元音上的長度對比已經在詞尾位置上失效，例如梵語借詞 शक्ति/（能量、力量）和 वस्तु/（物件）被發音為 /ʃəkt̪i/ 和 /ʋəst̪u/，而非 */ʃəkt̪ɪ/ 和 */ʋəst̪ʊ/。
文字表示為 ऐ(羅馬化為 )的元音有各種標寫如 [ɛ] 或 [æ]。 在本文的來源之中，圖示的 Ohala (1999) 使用 [ɛ]，而 Shapiro (2003:258頁) 和 Masica (1991:110頁) 使用 [æ]。進一步的，在英語借詞中能找到第十一個元音 /æ/，比如 /bæʈ/ (bat)。 在本文中，把它表示為 [ɛ] 來區別於單獨的 /æ/。開央元音經常標寫為 IPA 中的要么 [aː] 要么 [ɑː]。
標準教學德里發音 [ɛ, ɔ] 在東部印地語方言和很多非標準西部方言中通常以雙元音來實現，范圍分別從 [əɪ] 到 [ɑɪ] 和從 [əu] 到 [ɑu]。 此外，[ɛ] 出現為 /ə/(schwa)在接近 /h/ 時的有條件同位異音，當且僅當這個 /h/ 被兩側兩個 schwa 包圍。
例如，在 /kəh(ə)naː/(कहना — ur‬ “不定式‘说’”)中，/h/ 被兩側的 schwa 包圍，因此這兩個 schwa 都提前為短 [ɛ]，得出發音 [kɛh(ɛ)naː]。進一步出現音位上的中間 schwa 的省略得到 [kɛh.naː]。發音提前也出現在詞尾 /h/ 上，大概是因為孤單的輔音承載著不發音的 schwa。因此，/kəh(ə)/(कह — ur‬ “say!”) 在實際發音中變為 [kɛh]。但是，schwa 的提前在 /h/ 只有一側一個 schwa 的時候不出現，比如 /kəhaːniː/(कहानी — ur‬ “故事”)或 /baːhər/(बाहर — ur‬ “外面”)。
類似法語，在印地-烏爾都語中有鼻音化元音。在鼻音化的本質這個問題上有著分歧(排除英語借詞中的 /æ/，它不鼻音化)。Masica (1991:117頁) 提出了四種不同的觀點:
1. 沒有 *[ẽ] 和 *[õ]，可能由於元音音質上鼻音化效果的原因；
2. 所有元音都有音位鼻音化；
3. 所有元音鼻音化都是可預測的(就是說是同位異音)；
4. 鼻音化長元音音位(/ĩː ẽː ɛ̃ː ɑ̃ː ɔ̃ː õː ũː/)出現在詞尾和在清塞音前；鼻音化短元音([ɪ̃ ə̃ ʊ̃])實例和在濁塞音前的鼻音化長元音的實例(後者可能來自去掉了的鼻音)是同位異音。

Masica 支持最後的觀點。

## 輔音
印地語/烏爾都語有從早期印度-雅利安語繼承來的一組核心的 28 個輔音。補充上了在特定詞中上下文之下內部發展出的 2 個輔音， 和最初在借詞中出現的 7 個輔音，它們的表達依賴於一些因素，比如地位(等級，教育等)和文化上的語域(現代標準印地語還是烏爾都語)。
多數固有輔音可以出現為長輔音(雙倍長度，除了 /bʱ, ɽ, ɽʱ, ɦ/ 之外)。長輔音總是在詞中并前導著內部元音(就是 /ə/, /ɪ/ 或 /ʊ/)之一。它們都在單詞素中出現，除了 [ʃː] 之外，它只出現在一些梵語借詞中出現，這里可在其間設定詞素邊界(比如 /nɪʃ + ʃil/ 為 [nɪʃːil]“无羞耻的”)。
對於英語使用者，印地語/烏爾都語輔音的顯著特征是塞音發音有著四分區別，而非英語的兩分區別。四分發音是:
1. 不送氣清音，比如 /p/，它類似英語 spin 中的 p，
2. 送氣清音，比如 /pʰ/，它類似英語 pin 中的 p，
3. 不送氣濁音，比如 /b/，它類似英語 bin 中的 b，
4. 送氣濁音，比如 /bʱ/。

送氣濁音较为完整地保存了原始印歐語的音系，此種对立在除了印度-雅利安語之外的所有印歐語系分支中都消失了。在 IPA 中，五個送氣濁音還可以分別標寫為 /b̤/, /d̪̤/, /ɖ̈/, /dʒ̈/, /ɡ̈/。
|        | 雙唇音 | 雙唇音 | 唇齒音 | 唇齒音 | 齒音/ 齒齦音 | 齒音/ 齒齦音 | 卷舌音   | 卷舌音   | 齦後音/ 硬腭音 | 齦後音/ 硬腭音 | 軟腭音 | 軟腭音 | 小舌音 | 小舌音 | 聲門音 | 聲門音 |
| ------ | ------ | ------ | ------ | ------ | ------------ | ------------ | -------- | -------- | -------------- | -------------- | ------ | ------ | ------ | ------ | ------ | ------ |
| 鼻音   | m      | m      |        |        | n            | n            | (ɳ)      | (ɳ)      |                |                |        |        |        |        |        |        |
| 塞音   | p pʰ   | b bʱ   |        |        | t̪ t̪ʰ         | d̪ d̪ʱ         | ʈ ʈʰ     | ɖ ɖʱ     |                |                | k kʰ   | ɡ ɡʱ   | (q)    |        |        |        |
| 塞擦音 |        |        |        |        |              |              |          |          | tʃ tʃʰ         | dʒ dʒʱ         |        |        |        |        |        |        |
| 擦音   |        |        | (f)    |        | s            | (z)          |          |          | ʃ              |                | (x)    | (ɣ)    |        |        |        | ɦ      |
| 閃音   |        |        |        |        | ɾ            | ɾ            | [ɽ] [ɽʱ] | [ɽ] [ɽʱ] |                |                |        |        |        |        |        |        |
| 近音   |        |        | ʋ      | ʋ      | l            | l            |          |          | j              | j              |        |        |        |        |        |        |
表格: 印地語和烏爾都語的輔音。圓括號中為邊緣化和非普遍的音位。
在詞尾位置的塞音不釋放；/ʋ/ 可自由的變化為 [v]，還可以發音為 [w]；/ɾ/ 可浮現為顫音 [r]，而長輔音 /ɾː/ 總是顫音，比如 [zəɾaː] (ज़रा — ur‬ “小；少”)和完全顫音的 [zəraː] (ज़र्रा — ur‬ “土石”)。硬腭鼻音和軟腭鼻音 [ɲ, ŋ] 只出現在跟隨著同發音部位塞音的輔音從中，作為跟隨著塞音的鼻音的同位異音，和出現在梵語借詞中。 有送氣響音 [lʱ, ɾʱ, mʱ, nʱ]，但是在 Ohala (1999) 采用的分析中被認為是與 /ɦ/ 一起的輔音叢。
硬腭塞擦音和噝擦音被語言學家各式各樣的分類為硬腭音或齒齦後音或齦腭音，因此字母 श 所表示的聲音可以標寫為 [ʃ] 或 [ɕ]，而字母 च 可以標寫為 [tʃ], [cɕ], [tɕ] 甚至是塞音 [c]。但是在本文中，這種聲音被分別標寫為 [ʃ] 和 [tʃ]。在印地-烏爾都語中擦音 /h/ 典型的是濁音(即 [ɦ])，特別是被元音包圍的時候，但是在它的清擦音和濁擦音之間沒有音位區別(印地-烏爾都語的祖先梵語有這種音位區分)。
塞音 /ɖ, ɖʱ/ 出現在詞首、加長和鼻音後；它的閃音同位異音 [ɽ, ɽʱ] 出現在元音間、詞尾和在其他輔音前後。 但是，帶有齒齦塞音的英語借詞，它們被認同為印地語/烏爾都語的卷舌音而非齒塞音(比如上面的“bat”)，已經導致了極小環境的出現(比如元音間和詞尾的 [ɖ])，因此賦予這兩個閃音以邊緣音位地位。
注意到印地-烏爾都語在齒塞音和所謂的卷舌塞音之間的音位區別也是很重要的。在印地語中的齒塞音是“純”齒音并且舌尖必須充分接觸上齒，類似意大利語和西班牙語中的 t 和 d。它們一定不能采用齒齦發音部位，如英語的 t 和 d。所謂的卷舌系列不是純粹的卷舌；它實際上有舌尖-齒齦後(也描述為舌尖-硬腭前)發音部位，并且有時在詞語比如 /ʈuːʈaː/(टूटा — ur‬ “断裂”)中它甚至變成齒齦音。

### v 與 w 的同位異音區別
[v] 和 [w] 在印地-烏爾都語中是同位異音。在英語中它們是獨立的音位，但是在印地-烏爾都語中它們是音位 व (或 ur‬)的同位異音。更精確的說，它們是有條件同位異音，就是說有依據上下文確定 व 發音為 [v] 還是 [w] 的適用規則。印地語母語使用者在 vrat(व्रत “斋戒”)中把 व 發音為 [v] 而在 pakwan(पकवान “food dish”)中為 [w]，把它們當作一個單一音位而不顧念其同音異音區別，儘管對於英語母語使用者這是很明顯的。
但是，在使用者切換語言的時候同位異音現象就變得嚴重了。當有 v-w 同位異音區分的其他語言的使用者說印地-烏爾都語的時候，他們可能把 व्रत/vrat“斋戒” 中的 व 發音為 [w]，即發為 wrat。這会導致一個理解問題，因為 wrat 很容易与 औरत/aurat“女子”相混淆。類似的，印地-烏爾都語使用者可能不自覺的對英語詞應用他們的本地 v-w 同位異音區分，把 war 發音為 var 或把 advance 發音為 adwance，這會導致英語母語使用者的理解問題。
在一些情況下，同位異音區別是無條件的，就是說使用者可以基於個人習慣和偏好來選擇 [v]、[w] 或者是中間語音，並仍完全是可理解的。這包括一些詞比如 अद्वैत，它可以等價的發音為 advait 或 adwait。

### 外部借詞
來自梵語的借詞把 /ɳ/(在表格中標記為橙色)重新引入了到正規現代標準印地語中。在隨便講話中它通常被替代為 /n/。 它不出現在詞首并有著鼻音化的閃音 [ɽ̃] 作為常見的同位異音。
來自波斯語的借詞介入了以前未在印度語言中找出的五個輔音，/f, z, q, x, ɣ/。由於來自波斯語，它們被看作烏爾都語的界定特征，儘管這些聲音在官方上存在於印地語中并有表示它們的字符。 其中 /f, z/ 也出現在英語和葡萄牙語借詞中，現在被認為已經立足於印地語中了；事實上，/f/ 似乎正在侵占和替代 /pʰ/，甚至在本土(非波斯語，非英語)印地語詞語中。
其他三個波斯語借音 /q, x, ɣ/(在表格中標記為綠色)，仍被認為完全屬於烏爾都語領域內，并且也被很多印地語使用者所采用；但是，一些印地語使用把這些聲音分別同化為 /k, kʰ, ɡ/。 噝擦音 /ʃ/ 可在所有來源(英語，波斯語，梵語)的借詞中找到并已經立足了。 一些印地語使用者對 /f, z, ʃ/ 的疏於維護(非城市的使用者經常把它們混淆於 /pʰ, dʒ, s/)被認為是不合標準的。 但是這些曾受到梵語教育的使用者可能極正式的維護 /ɳ/ 和 [ʂ]。作為對比，對於烏爾都語的天生使用者，對 /f, z, ʃ/ 的維護不與教育和世故相稱，而是所有社會等級的特征。
作為印地語/烏爾都語吸取高級學術術語的主演來源 – 英語、梵語、阿拉伯語和更小範圍的波斯語，提供了帶有豐富輔音叢的借詞。把這些輔音叢介入到語言中事實上對抗了在本土核心詞匯中通過音叢簡約和插音進行的消除音叢的歷史趨勢。 Schmidt (2003:293頁) 列出了顯著的梵語/印地語雙輔音叢，詞首 /kɾ, kʃ, st̪, sʋ, ʃɾ, sn, nj/ 和詞尾的 /t̪ʋ, ʃʋ, nj, lj, ɾʋ, dʒj, ɾj/，和顯著的波斯語-阿拉伯語/烏爾都語詞尾雙輔音叢 /ft̪, ɾf, mt̪, mɾ, ms, kl, t̪l, bl, sl, t̪m, lm, ɦm, ɦɾ/。

## 超音段特征
印地-烏爾都語有音強重音，但是不如英語中那么重要。要推斷重音位置，需要音節重量的概念: 
- 輕音節(一個音拍)結束於短元音 /ə, ɪ, ʊ/: V
- 重音節(兩個音拍)結束於長元音 /aː, iː, uː, eː, ɛː, oː, ɔː/ 或一個短元音和一個輔音: VV, VC
- 超重音節(三個音拍)結束於一個長元音和一個輔音，或一個短元音和兩個輔音: VVC, VCC

重音在一個詞的最重音節上，萬一連串則在最後一個這種音節中。但是，在做這種指派的時候，忽略詞的最後 mora(Hussein 1997)。或者等價的說，最後的音節只在它是非常重的并且在詞中沒有其他非常重的音節的時候是重音。例如，在圓括號中是忽略的 mora(Hayes 1995:276ff):
kaː.ˈriː.ɡə.ri(ː)
ˈtʃəp.kə.lɪ(ʃ)
ˈʃoːx.dʒə.baː.ni(ː)
ˈreːz.ɡaː.ri(ː)
sə.ˈmɪ.t(ɪ)
ˈqɪs.mə(t)
ˈbaː.ɦə(r)
roː.ˈzaː.na(ː)
rʊ.ˈkaː.ja(ː)
ˈroːz.ɡaː(r)
aːs.ˈmaːn.dʒaː(h) ~ ˈaːs.mãː.dʒaː(h)
kɪ.ˈdʱə(r)
rʊ.pɪ.ˈa(ː)
dʒə.ˈnaː(b)
aːs.ˈbaː(b)
mʊ.səl.ˈmaː(n)
ɪɴ.qɪ.ˈlaː(b)
pər.ʋər.də.ˈɡaː(r)
在印度斯坦語中實義詞(content word)通常開始於低音調，隨後音調升高。 嚴格的說，印地-烏爾都語像多數其他印度語言一樣，更像是音節等時語言。schwa /ə/ 有著在非重音音節中省略的強烈趨勢。

## 引用
1. ↑  . Ministry of Home Affairs, Government of India. National Informatics Centre(NIC). 2007  [2007-06-24]. （原始内容存档于2007-04-17）.
2. ↑  Masica (1991:27-28頁)
3. ↑  Masica (1991:110頁)
4. ↑  Masica (1991:111頁)
5. 1 2  Shapiro (2003:258頁)
6. ↑  Masica (1991:114頁)
7. 1 2 3 4  Ohala (1999:101頁)
8. ↑  Shapiro (2003:258頁)
9. ↑  Masica (1991:117-118頁)
10. 1 2 3 4  Shapiro (2003:260頁)
11. 1 2  Ohala (1999:102頁)
12. ↑  Masica (1991:97頁)
13. ↑  Tiwari, Bholanath ([1966] 2004) हिन्दी भाषा (Hindī Bhāshā), Kitāb Mahal, Allahabad, ISBN 81-225-0017-X.
14. 1 2 3  Janet Pierrehumbert, Rami Nair, , European Studies Research Institute, University of Salford Press, 1996,   [2010-11-03], ISBN 9781901471021, （原始内容存档于2020-10-20）, ... showed extremely regular patterns. As is not uncommon in a study of subphonemic detail, the objective data patterned much more cleanly than intuitive judgments ... [w] occurs when /व/ is in onglide position ... [v] occurs otherwise ...
15. 1 2 3  . Motilal Banarsidass.   [2009-08-25]. （原始内容存档于2014-09-25）.
16. ↑   (PDF). Association for Computational Linguistics.   [2009-08-25]. （原始内容存档 (PDF)于2013-05-21）.
17. 1 2  Masica (1991:92頁)
18. ↑  Ohala (1999:101頁)
19. ↑  Shapiro (2003:261頁)
20. ↑  http://www.und.nodak.edu/dept/linguistics/theses/2001Dyrud.PDF （页面存档备份，存于） Dyrud, Lars O. (2001)  Hindi-Urdu: Stress Accent or Non-Stress Accent? (University of North Dakota, master's thesis)
21. ↑   (PDF).   [2007-10-18]. （原始内容 (PDF)存档于2007-10-25）. Ramana Rao, G.V. and Srichand, J. (1996)  Word Boundary Detection Using Pitch Variations. (IIT Madras, Dept. of Computer Science and Engineering)